# (12125) Jamesjones
(12125) Jamesjones (1999 RS4) – planetoida z pasa głównego asteroid okrążająca Słońce w ciągu 5,48 lat w średniej odległości 3,11 j.a. Odkryta 3 września 1999 roku.